# 新堂L
新堂L（7月21日—），美國漫畫家，紐約出身，現居住東京都千代田區。主要繪畫成人漫畫。

## 經歷
新堂L的父親是日本人，母親是美國人，有美國國籍，在紐約出生並接受教育，由於喜歡看漫畫，自大學期間就參與同人活動、並立志成為漫畫家。由於新堂認為美國情色產業不自由，而前往日本發展，2008年被出版社相中，在BURSTER COMIC出道。

## 作品

### 漫画
以下單行本皆為成人向漫畫。
- （2010年4月2日發售、MUJIN Comics、ティーアイネット） ISBN 978-4887743441
- （2011年4月8日發售、MUJIN Comics、ティーアイネット） ISBN 978-4887743854
- （2013年11月22日發售、MUJIN Comics、ティーアイネット） ISBN 978-4887745001
- （2014年11月21日發售、MUJIN Comics、ティーアイネット）ISBN 978-4887745414
- 《變身》（2016年6月1日發售、WANIMAGAZINE COMICS SPECIAL、ワニマガジン社）ISBN 978-4862694300

### 原畫
日本成人遊戲的掛名原畫師。
- 虜囚市場〜罠に嵌められたエルフの女将校〜（2011年3月25日發售、Black Lilith）
- Monsters Survive 〜負ければモンスターに生殖される〜（2012年7月27日發售、Black Lilith）

## 外部連結
- DaHootch （页面存档备份，存于） - 公式サイト
- 新堂L的X（前Twitter）
- えろまんがけんきゅう 新堂エル先生インタビュー （页面存档备份，存于）